# Anglové

Rozšíření Anglů (oranžově) a Sasů (modře) kolem roku 500.

Anglové byli starověký západogermánský kmen, který měl v
1. století svá původní sídla na území dnešního Šlesvicka-Holštýnska v severním Německu a jihovýchodní části Dánska.
Část Anglů zůstala v původních sídlech, ale nejvýznamnějšími se stali ti Anglové, kteří spolu se Sasy a dalšími západogermánskými kmeny pronikali na Britské ostrovy, podrobili si domácí keltské obyvatele a v 6. a 7. století vytvořili první státní celky Mercii, Northumbrii a Východní Anglii. Na začátku 9. století se Sasy přispěli k vytvoření jednotného státu, který nazvali Anglií a sami sebe Anglosasy.